# Ángel López
Ángel, właśc. Ángel Domingo López Ruano (ur. 10 marca 1981 w Las Palmas de Gran Canaria) – piłkarz hiszpański grający na pozycji prawego obrońcy lub pomocnika. Obecnie występuje w UD Las Palmas.

## Kariera klubowa
Ángel pochodzi z wyspy Gran Canaria, z jej stolicy Las Palmas. Karierę piłkarską rozpoczął w tamtejszym klubie UD Las Palmas. W sezonie 1998/1999 zadebiutował w jego barwach w Segunda División, a w 2000 roku awansował z nim do Primera División. Swój pierwszy mecz w hiszpańskiej ekstraklasie rozegrał 23 września przeciwko Realowi Valladolid, w którym padł remis 1:1. Przez dwa sezony występował w Primera División, a w 2002 roku spadł z Las Palmas z ligi i pół roku spędził grając w Segunda División.
W połowie sezonu 2002/2003 Ángel odszedł z Las Palmas i został zawodnikiem Celty Vigo. W barwach nowego klubu po raz pierwszy wystąpił 9 lutego 2003, a klub z Vigo pokonał 2:0 RCD Mallorca. W Celcie stał się podstawowym zawodnikiem i na koniec sezonu 2002/2003 zajął 4. miejsce w lidze. Jesienią wystąpił z Celtą w fazie grupowej Ligi Mistrzów, ale wiosną 2004 przeżył swoją drugą w karierze degradację do drugiej ligi. Pobyt Lópeza na zapleczu Primera División trwał rok i w latach 2005–2007 ponownie występował na najwyższym szczeblu hiszpańskiej ligi.
W lipcu 2007 Ángel przeszedł za 6 milionów euro do Villarrelu. W barwach „Żółtej Łodzi Podwodnej” zadebiutował 26 września w meczu przeciwko Racingowi Santander (2:0). W całym sezonie zagrał w 20 spotkaniach La Liga i walczył o miejsce w składzie z Javim Ventą. W 2008 roku został wicemistrzem Hiszpanii.
Po spadku Villarrelu do Segunda División, klub rozwiązał z nim umowę. W sierpniu 2012 roku podpisał umowę z Realem Betis. Po roku gry wrócił do swojego pierwszego klubu w karierze czyli UD Las Palmas.

### Statystyki klubowe
| Sezon   | Klub          | Kraj      | Rozgrywki        | Mecze | Bramki | Puchary Krajowe | Mecze | Bramki | Rozgrywki Europejskie | Mecze | Bramki |
| ------- | ------------- | --------- | ---------------- | ----- | ------ | --------------- | ----- | ------ | --------------------- | ----- | ------ |
| 1998/99 | UD Las Palmas | Hiszpania | Segunda División | 3     | 0      | -               | -     | -      | -                     | -     | -      |
| 1999/00 | UD Las Palmas | Hiszpania | Segunda División | 0     | 0      | -               | -     | -      | -                     | -     | -      |
| 2000/01 | UD Las Palmas | Hiszpania | Primera División | 30    | 0      | -               | -     | -      | -                     | -     | -      |
| 2001/02 | UD Las Palmas | Hiszpania | Primera División | 32    | 0      | -               | -     | -      | -                     | -     | -      |
| 2002/03 | UD Las Palmas | Hiszpania | Segunda División | 17    | 1      | -               | -     | -      | -                     | -     | -      |
| 2002/03 | Celta Vigo    | Hiszpania | Primera División | 15    | 0      | -               | -     | -      | -                     | -     | -      |
| 2003/04 | Celta Vigo    | Hiszpania | Primera División | 31    | 0      | -               | -     | -      | Liga Mistrzów UEFA    | 9     | 0      |
| 2004/05 | Celta Vigo    | Hiszpania | Segunda División | 41    | 2      | -               | -     | -      | -                     | -     | -      |
| 2005/06 | Celta Vigo    | Hiszpania | Primera División | 37    | 2      | -               | -     | -      | -                     | -     | -      |
| 2006/07 | Celta Vigo    | Hiszpania | Primera División | 35    | 2      | -               | -     | -      | Puchar UEFA           | 9     | 0      |
| 2007/08 | Villarreal CF | Hiszpania | Primera División | 20    | 0      | -               | -     | -      | Puchar UEFA           | 5     | 0      |
| 2008/09 | Villarreal CF | Hiszpania | Primera División | 21    | 0      | -               | -     | -      | Liga Mistrzów UEFA    | 8     | 0      |
| 2009/10 | Villarreal CF | Hiszpania | Primera División | 24    | 1      | Puchar Króla    | 2     | 0      | Liga Europy UEFA      | 8     | 0      |
| 2010/11 | Villarreal CF | Hiszpania | Primera División | 18    | 0      | -               | -     | -      | Liga Europy UEFA      | 5     | 0      |
| 2011/12 | Villarreal CF | Hiszpania | Primera División | 21    | 1      | Puchar Króla    | 1     | 0      | Liga Mistrzów UEFA    | 3     | 0      |
| 2012/13 | Real Betis    | Hiszpania | Primera División | 11    | 1      | -               | -     | -      | -                     | -     | -      |
| 2013/14 | UD Las Palmas | Hiszpania | Segunda División | 35    | 0      | -               | -     | -      | -                     | -     | -      |
| 2014/15 | UD Las Palmas | Hiszpania | Segunda División | 32    | 0      | Puchar Króla    | 1     | 0      | -                     | -     | -      |
| 2015/16 | UD Las Palmas | Hiszpania | Primera División | 3     | 0      | -               | -     | -      | -                     | -     | -      |

## Kariera reprezentacyjna
W reprezentacji Hiszpanii Ángel zadebiutował 15 listopada 2006 roku w przegranym 0:1 towarzyskim spotkaniu z Rumunią. W 2008 roku był bliski wyjazdu na Euro 2008, jednak ostatecznie nie znalazł się w 23-osobowej kadrze powołanej przez Luisa Aragonésa.